# Малабарская куфия
Малабарская куфия (лат. Craspedocephalus malabaricus) — вид ядовитых змей из подсемейства ямкоголовых семейства гадюковых.

## Описание
Малабарская куфия средних размеров, довольно стройная, взрослые особи достигают длины в 1 м. Цвет тела довольно разнообразен: преимущественно зеленоватое, оливковое или коричневое сверху с очень тёмными пятнами, разделённые жёлтыми точками по бокам. Живот жёлтый с бледными линиями по бокам, хвост чёрный с желтоватыми пятнышками.

## Ареал
Малабарская куфия — эндемик, обитающий в южном регионе Западных Гхат. Типичная среда обитания — скалистые, поросшие кустарником холмы на высоте 600—2200 м над уровнем моря.

## Образ жизни
Досконально не изучен. Обычно полудревесный, хотя была замечена в охоте на земле, и ночной, хотя может быть активна и в сумеречное время. Охотится на мелких млекопитающих, птиц и других позвоночных. Змея не агрессивна по отношению к людям, но может напасть, если угрожать ей. Яйцекладущая, размер кладок неизвестен.

## Токсичность
Яд не смертелен, укус вызывает боли, кровотечения, кровоподтёки и локальный некроз тканей.